# Martindale: The Complete Drug Reference

Capa do livro na sua 37° edição

Martindale: The Complete Drug Reference é uma obra de referência publicado pela Pharmaceutical Press que lista mais de 6000 fármacos e drogas utilizados em todo o mundo, além de informações sobre preparações e tratamentosd de doenças. Foi publicado pela primeira vez em 1883 sob o título Martindale: The Extra Pharmacopoeia.  Martindale contém informação sobre as drogas em uso clínico em todo o mundo, assim como fármacos selecionados investigacionais e veterinários, ervas e medicamentoscomplementares, excipientes farmacêuticos, vitaminas e agentes nutricionais, vacinas , radiofármacos, meios de contraste e agentes de diagnóstico, gases medicinais, drogas de abuso e recreativas , substâncias tóxicas, desinfetantes e pesticidas. Encontra-se na 38° edição, publicada em  2014.